# Biserica Sfânta Treime din Suceava

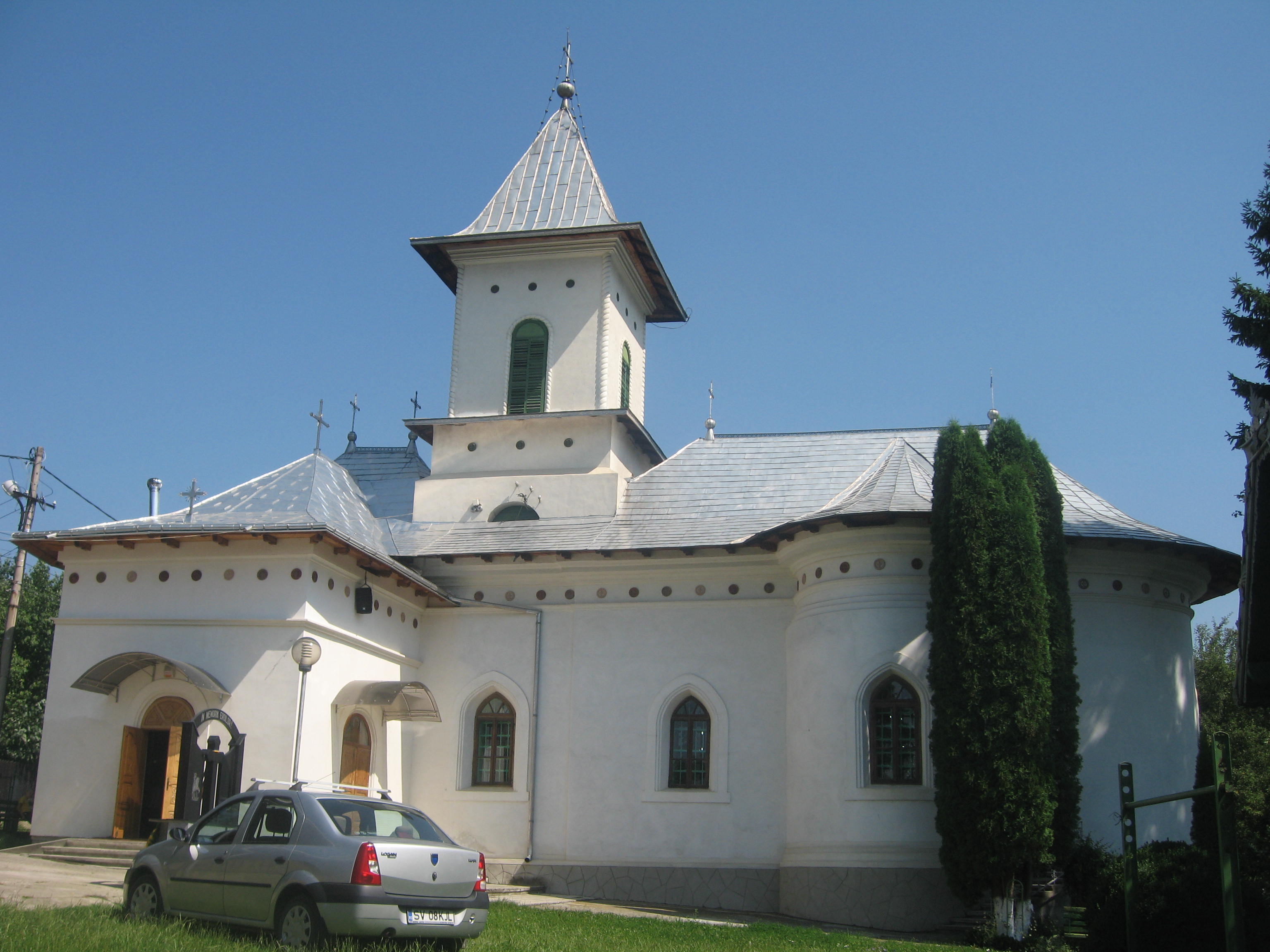
Biserica Sfânta Treime din Burdujeni (Suceava)

Biserica „Sfânta Treime” din Suceava este o biserică ortodoxă ctitorită în anul 1851 de arhimandritul Filaret Scriban în localitatea Burdujeni-Sat (astăzi cartier aflat la periferia municipiului Suceava). Edificiul religios se află situat pe Strada 22 Decembrie nr. 185, în apropiere de ieșirea din oraș spre Adâncata și Dorohoi.

## Istoricul localității Burdujeni
În anul 1472 pe locul unde se află astăzi Mănăstirea Teodoreni, sfetnicul Bunea a construit o biserică din lemn, aici aducându-le la porunca lui Ștefan cel Mare pe domnița Maria și fiica ei, Maria Voichița, de la curtea lui Radu cel Frumos. Biserica a fost ulterior arsă de turci. 
Pe temeliile acestei bisericuțe, la sfârșitul secolului al XVI-lea (în anul 1597), postelnicul Teodor (Toader) Movilă a construit aici o biserică de zid. Postelnicul făcea parte dintr-o familie boierească de vază a Moldovei, fiind fiul mai mare al logofătului Ioan Movilă și a primei sale soții Greaca, și frate vitreg cu domnitorii Ieremia și Simion Movilă și cu mitropolitul Gheorghe Movilă al Moldovei. Ctitorul a înzestrat mănăstirea cu numeroase moșii și sate (Adâncata, Nagoreni, Grușevița), Teodorenii devenind una dintre cele mai bogate mănăstiri din Moldova. 
Împrejurimile din jurul mănăstirii erau nelocuite. Pentru a lucra moșiile mănăstirii au fost aduși aici țărani ruteni din părțile Storojinețului, cărora li s-au dat o bucată de pământ pentru a-și construi case. Astfel s-a format satul Teodoreni. Treptat, aici s-a așezat și populație românească. Proprietarul moșiei Teodoreni, marele logofăt și cronicar Miron Costin, pe vremea când era pârcălab de Hotin, a apelat la un baci pe nume Burduja pentru a transmite mesaje către slujbașii săi din Teodoreni. Numele localității s-a schimbat astfel din Teodoreni în Burdujeni. 
În anul 1775, partea de nord a Moldovei a fost anexată de către Imperiul Habsburgic, noul teritoriu format primind numele de Bucovina. Granița a fost stabilită pe râul Suceava, orașul Suceava și satul Ițcani devenind teritorii de frontieră ale Imperiului Habsburgic, iar Burdujenii aflându-se de partea celalaltă a graniței, în Principatul Moldovei. 
Nemaiputând ajunge la târgul săptămânal din orașul Suceava, unde să-și valorifice produsele agricole, dar și animalele, din cauza graniței dintre Imperiul Habsburgic și Principatul Moldovei, locuitorii din Burdujeni-Sat și-au organizat propriul târg în apropiere de malurile Sucevei. Treptat în jurul acestui tâg au început să se construiască locuințe și s-a format localitatea Burdujeni-Târg. 
După anexarea Bucovinei de către austrieci, în Burdujeni s-au stabilit locuitori români din Transilvania. Printre aceștia s-a numărat și familia preotului Ioan Artimescu – Scriban din Câmpulung Moldovenesc. 

## Istoric

### Date istorice
Localitatea Burdujeni este legată de familia Scriban, din rândul căreia au provenit mai mulți preoți fie la Mănăstirea Teodoreni, fie la bisericile învecinate. Preotul Ioan Scriban, care a fost slujitor la Mănăstirea Teodoreni până la jumătatea secolului al XIX-lea, a avut patru copii: 
- Sofia,
- Gavriil,
- Nicolae - viitorul arhiereu Neofit Scriban (1808-1884), care a fost profesor de istorie, elină, retorică și filosofie la Seminarul de la Socola (1848-1862) și rector (1860-1862)
- Vasile - viitorul arhiereu Filaret Scriban (1811-1873), care a fost profesor și rector al Seminarului de la Socola (1842-1860) și autor a numeroase manuale pentru învățământul laic și teologie

În urma unei epidemii de holeră izbucnite după Revoluția din 1848 au decedat mai mulți săteni din Burdujeni, printre care și preotul Ioan Scriban. Din cauza faptului că persoanele decedate de această boală nu erau primite pentru a fi înmormântate în cimitirul satului, familia Scriban a hotărât să doneze un teren pentru amenajarea unui cimitir, unde urma să se zidească și o biserică. 
Biserica a fost zidită din piatră de carieră între anii 1850-1851, în apropierea mormântului preotului Ioan Scriban. Ea a fost sfințită în 1851. Ctitorul bisericii este conform pisaniei arhimandritul (pe atunci) Filaret Scriban. Pisania, aflată deasupra ușii de intrare în pridvor, cuprinde următoarea inscripție în limba română cu caractere chirilice: "Această biserică sau făcut de arhimandritul Filaret Scriban. 1851".
Filaret Scriban a donat Bisericii "Sf. Treime" un teren de 20 de hectare de pământ, în localitatea Bucium (județul Iași), pe care îl primise de la boierul Alexandru Sturza, cu care se afla în relații de prietenie. 
Biserica a fost acoperită inițial cu draniță și avea un turn în formă de bulb de ceapă. Pereții interiori nu erau pictați, fiind împodobiți cu icoane și tablourile ctitorilor.  În pronaosul acestei biserici a fost înmormântat în 1873 arhiereul Filaret Scriban, după dorința exprimată în testamentul său.  În aceeași criptă a fost îngropat în 1884 și fratele său, arhiereul Neofit Scriban.  Biserica a fost ridicată în 1886 la rangul de parohie.
În decursul timpului, biserica a fost reparată de câteva ori, fără a suferi schimbări arhitecturale. În urma unui incendiu, s-au efectuat în perioada 1889-1892 unele lucrări de reparații, construindu-se un turn cu baza dreptunghiulară în locul celui ce avea formă de bulb de ceapă și acoperindu-se lăcașul de cult cu tablă zincată. 
După cum relatează Elena Costache Găinariu în "Monografia comunei Burdujeni, plasa Bosancea, județul Suceava" (București, 1936), în perioada interbelică pe pereții interiori ai bisericii se aflau față în față două tablouri înrămate, de aceeași mărime, pe care erau înscrise numele eroilor locali căzuți în Războiul de Independență al României (1877-1878). Pe tabloul din dreapta erau scrise următoarele: "În amintirea vitejilor: Munteanu Gheorghe, soldat Reg. 17 Călărași; Pâslariu Ilie, sold. Reg. 5 Linie; Rotariu Costache, sold. Reg. 18 Linie, din comuna Burdujeni-Sat, județul Botoșani. Morți pentru țară în războiul de neatârnare din 1877-78. Patria recunoscătoare". Pe tabloul din stânga erau scrise următoarele: "În amintirea vitejilor: Corman Vasile, soldat Reg. 5 linie; Dan Alexandru, sold. Reg. 16 Dorob.; Ichim Dumitru, soldat, Reg. 16 Dorob., Magazin Gheorghe, soldat, Reg. 3 Art. din comuna Burdujeni-Sat, județul Botoșani. Morți pentru țară în războiul de neatârnare din 1877-78. Patria recunoscătoare".  Un al treilea tablou pe care erau înscrise numele altor trei eroi căzuți în același război se afla în biserica Mănăstirii Teodoreni din Burdujeni.
După cum se precizează în "Anuarul Mitropoliei Bucovinei pe anul 1937", Biserica "Sfânta Treime" din Burdujeni-Sat avea o sesie parohială de 12 ha, o sesie rezervată pentru cooperator de 6 ha, o sesie a cântărețului de 3 ha și o sesie a ponomarului de 1 ha. Parohia avea în îngrijire spirituală 380 familii cu 1.548 credincioși. În acel an, comunitatea ortodoxă din Burdujeni-Sat era păstorită de preotul paroh Dimitrie Berariu (născut în 1898).  După cum se vede într-o fotografie a bisericii publicată în acel anuar, în acel an biserica nu avea pridvorul de pe latura sudică.
În timpul păstoririi preotului Dumitru Hrițcu (1957-1986) s-au realizat mai multe lucrări de reparații și întreținere la biserica parohială. Între anii 1984-1986, s-au pictat în frescă pereții interiori ai lăcașului de cult, s-a înlocuit mobilierul vechi (catapeteasma, stranele ș.a.) cu unul nou din lemn de stejar și s-au adus icoane noi. În casa parohială s-a amenajat un micro-muzeu unde se află 137 de obiecte de patrimoniu (printre care și icoanele vechi pictate de zugravul rus Klladev), precum și 568 de documente în original. De asemenea, s-a construit în curtea bisericii o casă de prăznuire. 
Parohul Adrian Pârlac, care slujește aici din 1986, a continuat activitatea predecesorului său. Astfel, în anii 1989-1992, la inițiativa unor enoriași, s-au efectuat o serie de lucrări de consolidare și reparare a bisericii: subzidire, decapare a tencuielii vechi și aplicare a uneia noi din praf de piatră, înlocuire a învelitorii vechi din tablă zincată cu una nouă din tablă de aluminiu. Ulterior, s-a extins clădirea praznicarului. 
În partea dreaptă a pronaosului bisericii se află cripta familiei Scriban, unde sunt înmormântați și arhiereii Filaret și Neofit Scriban. Cripta este acoperită cu o placă de marmură albă. Tatăl lor, preotul Ioan Scriban, își are mormântul în curtea bisericii. Pe pereții pronaosului sunt zugrăviți în mărime naturală și cei doi arhierei din familia Scriban: Neofit și Filaret, așezați față în față, lângă intrare. 
Hramul bisericii este Sfânta Treime (sărbătorit a doua zi de Rusalii).

### Preoți slujitori
Conform evidențelor Parohiei "Sf. Treime", la această biserică au slujit ca preoți:
- Gavril Scriban, fratele ctitorilor
- Ioan Siriteanu - originar din Adâncata
- Alexandru V. Râșca - paroh (1886-1934)
- Dumitru Berariu - paroh (1934-1957)
- Dumitru Hrițcu (d. 1986) - paroh (1957-1986), fost protopop de Suceava
- Adrian Pârlac - paroh (din 1 noiembrie 1986). Anterior a fost paroh al Bisericii "Sf. Dumitru" din satul Adâncata (1979-1986).

La această biserică a activat ca epitrop și casier, pentru o perioadă de 26 ani, Gheorghe Andrușcă (n. 1919), socrul președintelui României, Traian Băsescu. El a renunțat la această activitate la sfârșitul anului 2009, ca urmare a vârstei sale înaintate. Socrii președintelui României, Gheorghe și Aurora Andrușcă (1929-2012), locuiesc într-o casă modestă aflată la circa 50 de metri de această biserică. 

## Descrierea bisericii

### Arhitectura bisericii
Biserica "Sf. Treime" este construită din piatră de carieră. Ea are formă de cruce și este compartimentată în patru încăperi: pridvor, pronaos, naos și altar. Deasupra pronaosului se află un turn-clopotniță. 

### Fondul personal al familiei Scriban
Biserica Sfânta Treime din Suceava are un mini-muzeu ce păstrează fondul personal al familiei Scriban și anume: 
- corespondență originală: 468 documente din arhiva familiei din perioada 1758–1881, printre care un hrisov din 1758, corespondența lui Neofit Scriban cu Mihail Kogălniceanu, mitropolitul Andrei Șaguna, Eftimie Murgu
- manuscrise
- cărți de cultură
- veșmintele originale purtate de cei doi arhierei din familia Scriban
- icoane realizate de pictorul Klladev, de origine rusă, care l-a inițiat în pictură pe Nicolae Grigorescu
- o ladă metalică prevăzută cu un sistem de închidere format din 9 lacăte care se pot deschide doar cu o singură cheie, dintr-un singur loc. Aceasta ar fi fost folosită la transportarea de documente importante.

Deși încăperea în care sunt depozitate aceste obiecte nu are statut de muzeu, ea este securizată și beneficiază de ventilație naturală, pentru păstrarea în bune condiții a tuturor obiectelor vechi. În anul 2006, parohul Adrian Pârlac a realizat o inventariere a tuturor obiectelor de patrimoniu pe fișe, dar și pe suport electronic.

## Imagini

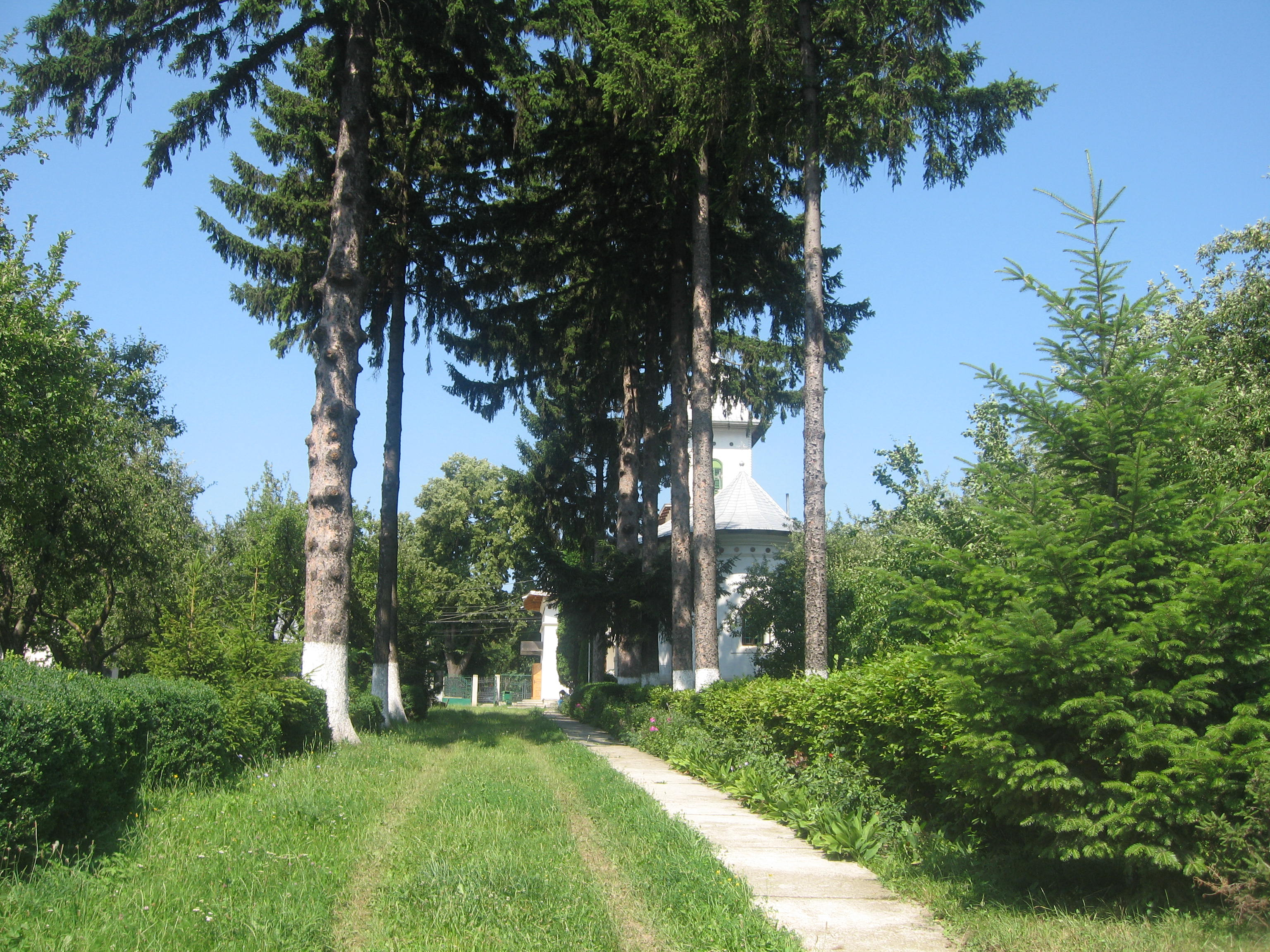
Biserica văzută de la poartă
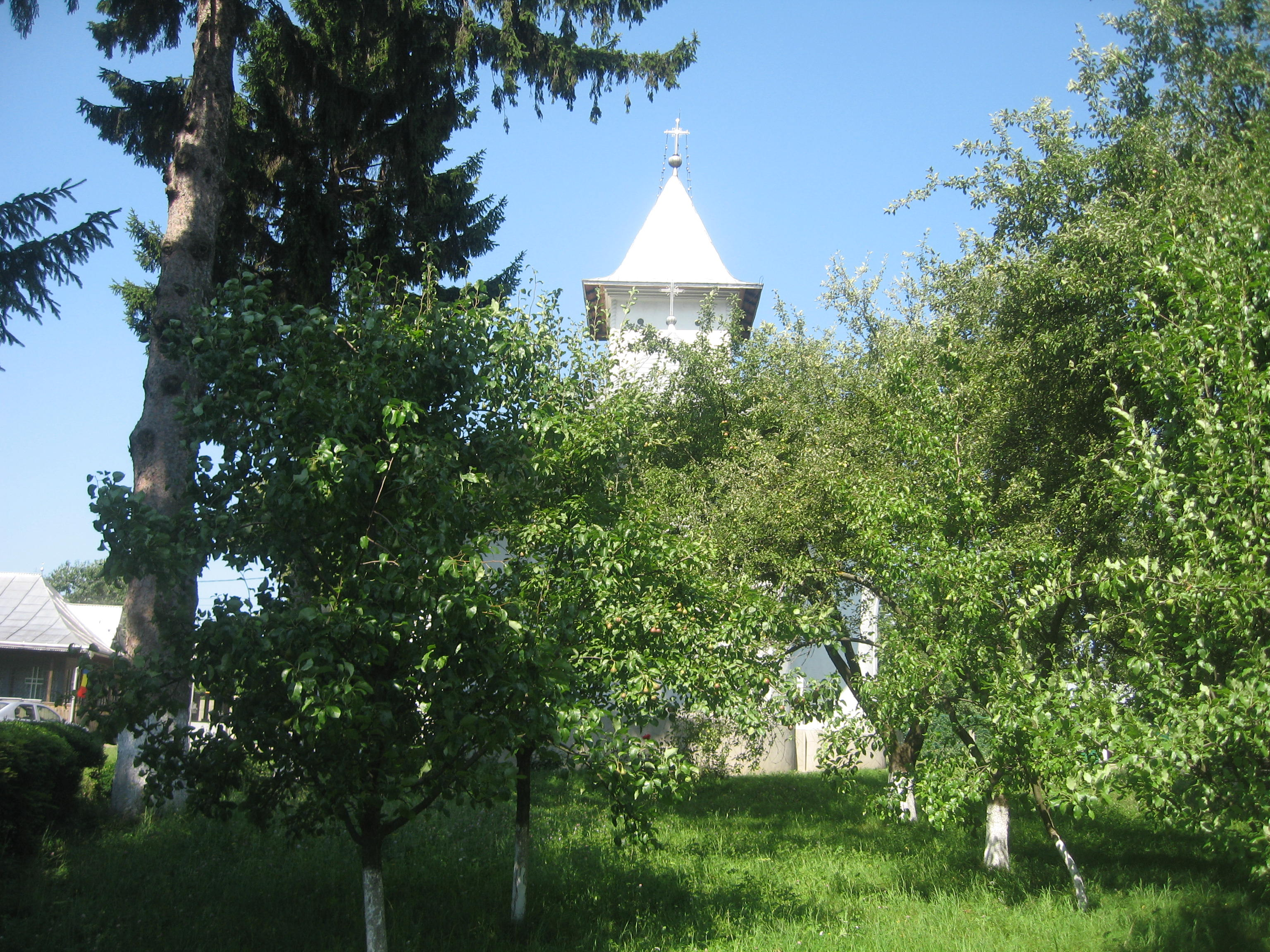
Biserica văzută dinspre est
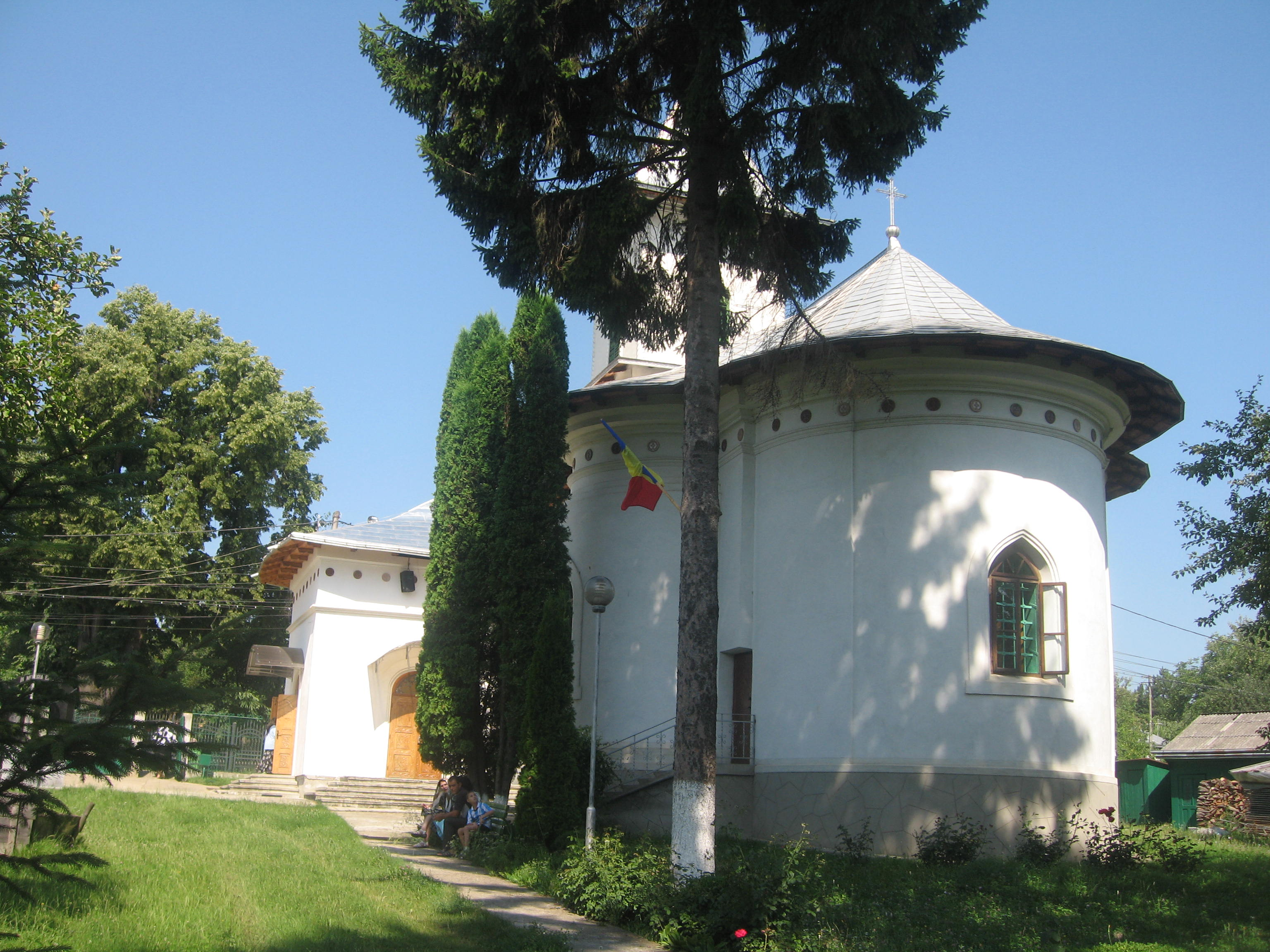
Biserica văzută dinspre sud-est
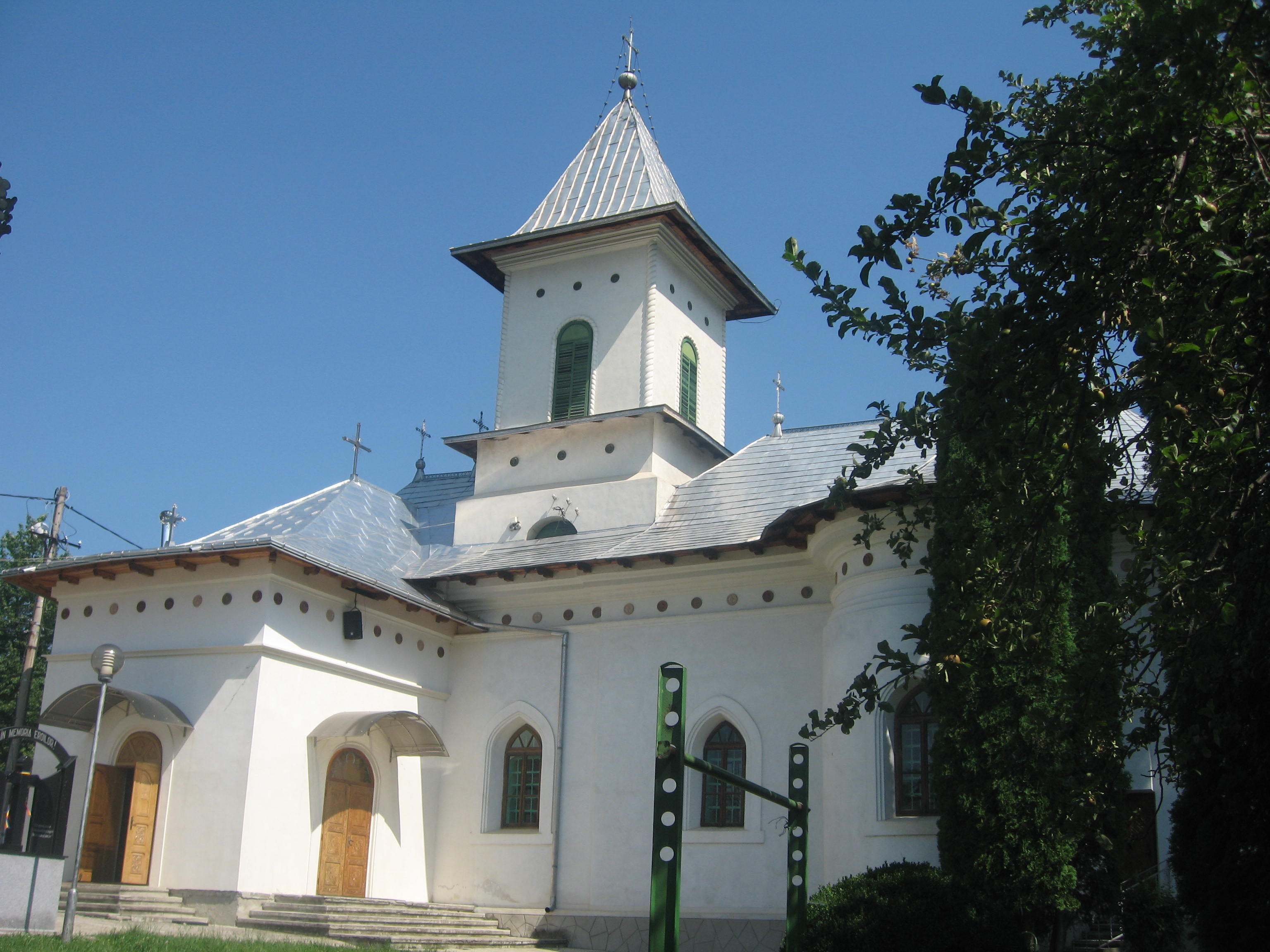
Biserica văzută dinspre sud-est
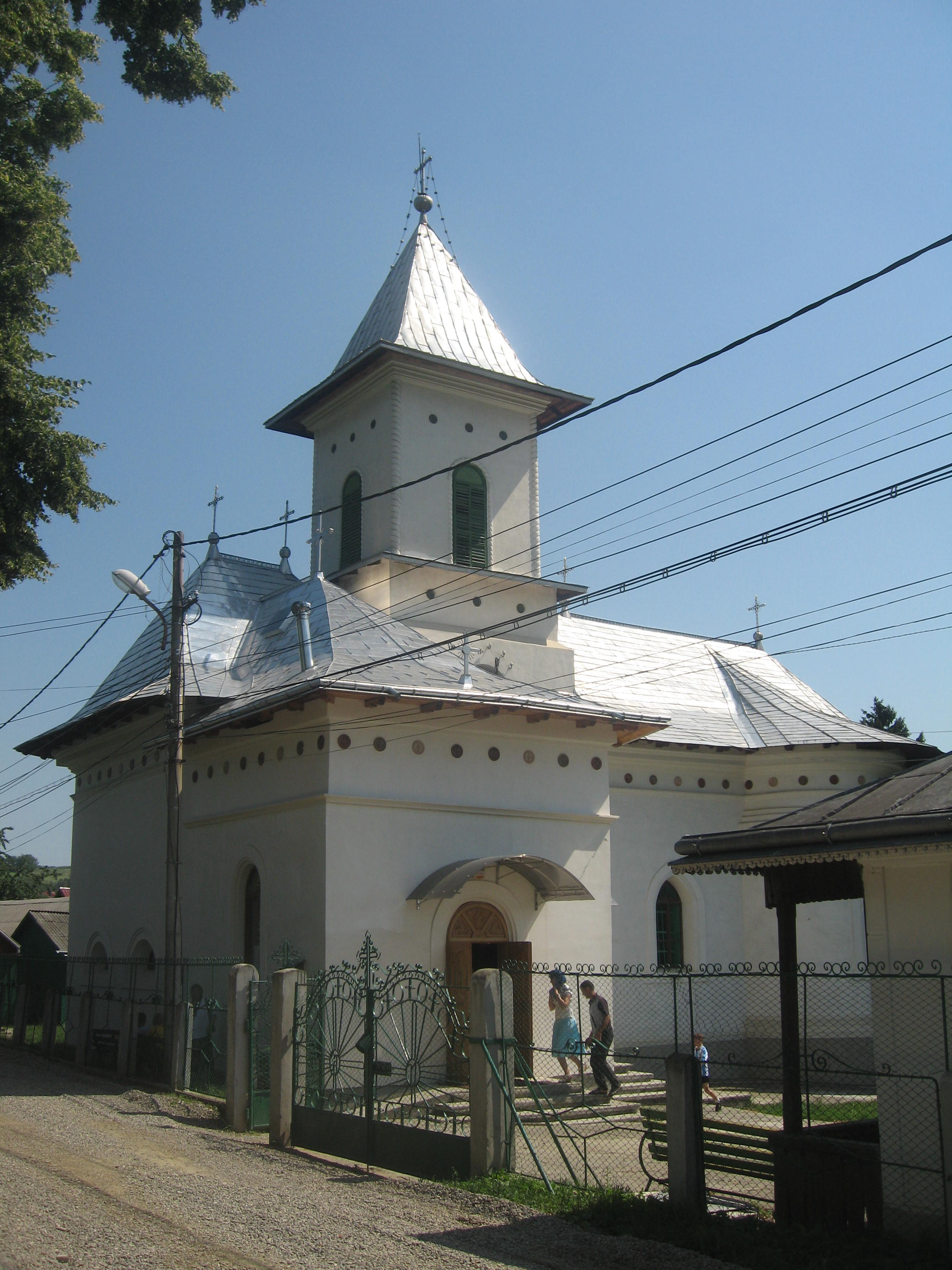
Biserica văzută dinspre sud-vest
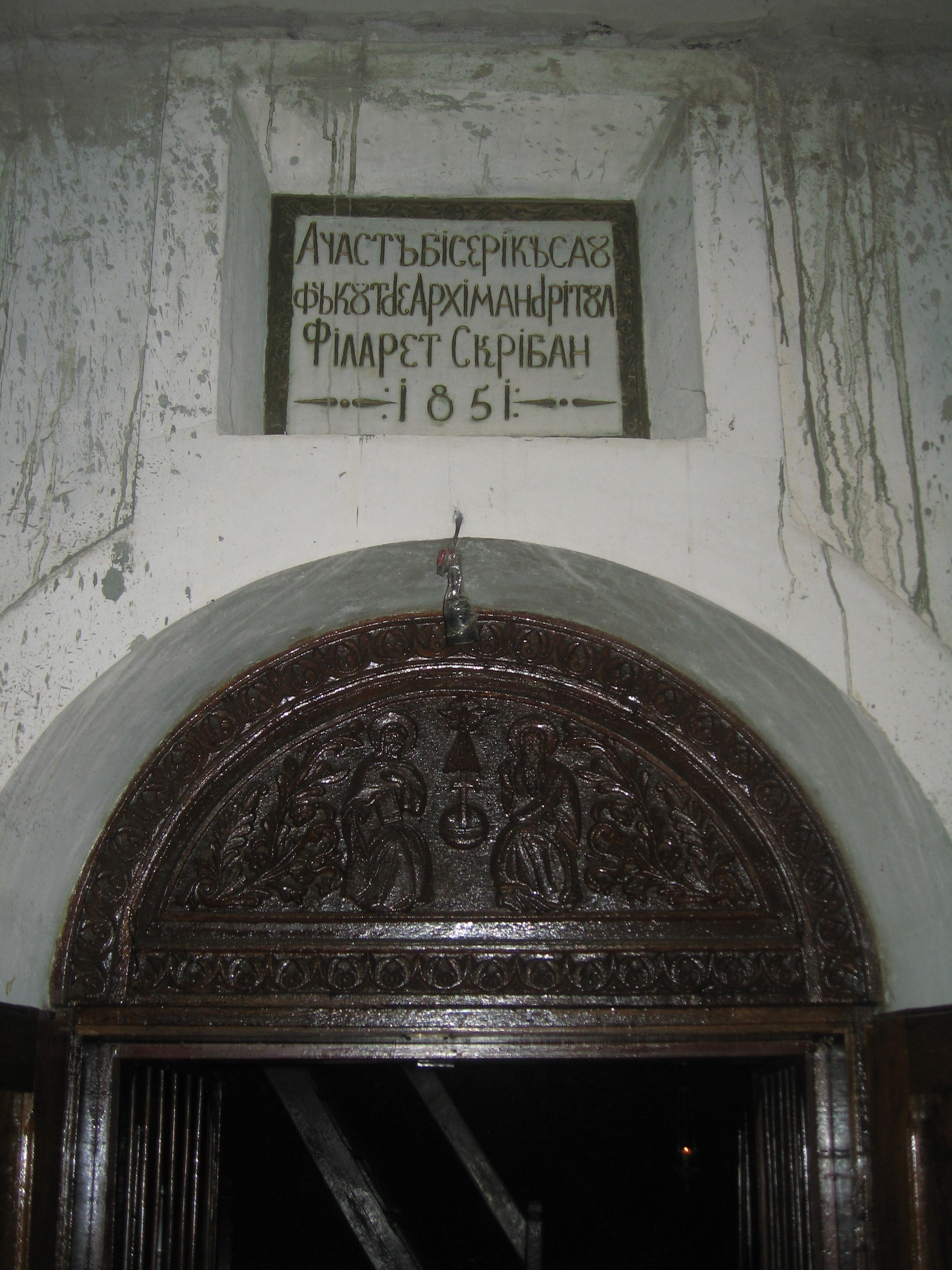
Pisania